# Los Ríos (Chile)
Los Ríos (hiszp. XIV Región de Los Ríos, dosł. „region rzek”) – region administracyjny Chile, wydzielony w 2007 z regionu Los Lagos. Obejmuje dwie prowincje: Valdivia oraz nowo utworzoną Ranco. Ośrodkiem administracyjnym regionu jest Valdivia. Region ten został wydzielony ze względu na odmienności geograficzne, historyczne i gospodarcze w stosunku do reszty regionu Los Lagos.

## Podział administracyjny regionu Los Ríos
- prowincja Valdivia
  - gminy: Valdivia, Mariquina, Lanco, Panguipulli, Máfil, Los Lagos, Paillaco, Corral
- prowincja Ranco
  - gminy: La Unión, Río Bueno, Lago Ranco, Futrono